# Glymur
Glymur é a mais alta cascata da Islândia com uma altura de 198 m.
 
Ela está situada entre o fiorde Hvalfjörður (a oeste) e o lago Hvalvatn (a leste).